# Antonio Goycoechea Ercoreca
Antonio Abad Goycoechea Ercoreca (Bermeo 1798-Bilbao 1865) fue un arquitecto vizcaíno, Arquitecto de la Junta de Obras y arquitecto municipal de Bilbao entre los años 1822 y 1849 y director facultativo de los Caminos del Señorío de Vizcaya.

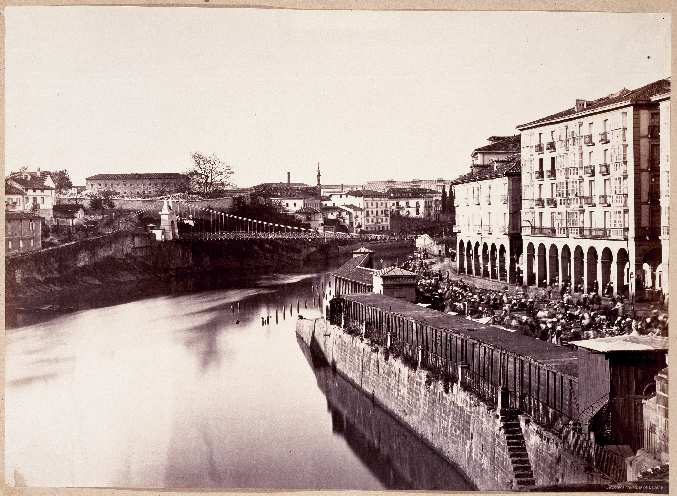
Puente colgante de San Francisco, 1867

## Biografía
Nacido en Bermeo el 17 de enero de 1798, Goycoechea obtuvo el título de arquitecto en la Real Academia de San Fernando el 14 octubre del año 1821, obtuvo posteriormente el de Académico de Mérito en 1829, y fue arquitecto de la Junta de Obras de la villa de Bilbao en 1822. Esta junta fue inicialmente concebida para la realización del proyecto de construcción de la Plaza Nueva y en etapas posteriores para facilitar asesoramiento a la corporación municipal con respecto a la ejecución de obras tanto públicas como particulares en la villa.En esa medida, se introdujeron modificaciones en el proyecto de acuerdo con la propuesta de Goycoechea, Maestro Mayor de las Obras. Los hechos de la conocida como segunda restauración absolutista, y en concreto la entrada en Bilbao el 13 de abril de 1823 de las tropas del Duque de Angulema conocidas como los cien mil hijos de San Luis, hizo que los trabajos de la Junta en esta etapa se vieran interrumpidos y no se reanudasen hasta el año 1834, cuando se dio por concluida la guerra.
  

En los años siguientes a la desaparición de la Junta aparece como arquitecto de la villa con encargos del Ayuntamiento en labores de inspección de obras con labores de control sobre edificaciones tanto públicas como privadas. La presencia de Goycoechea y su labor continuada como elemento activo en los círculos de la arquitectura de Bilbao llevó a su reintegración como arquitecto cuando el Ayuntamiento restableció la Junta de Obras el año 1843.En el año 1847 Goycoechea se ausenta por enfermedad de su puesto de arquitecto municipal, siendo de alguna manera relevado  por el también bermeano Julián de Salces. El año 1849 encontramos a Goycoechea vinculado a la Diputación Foral de Vizcaya en calidad de Director del camino de Pancorbo a Bilbao, lo que hace pensar en un alejamiento del trabajo con el Ayuntamiento. Antonio Goycoechea falleció en Bilbao en 1866 (alguna fuente lo adelanta a 1865) y en 1868 las Juntas Generales del Señorío de Vizcaya le rindieron un homenaje póstumo.

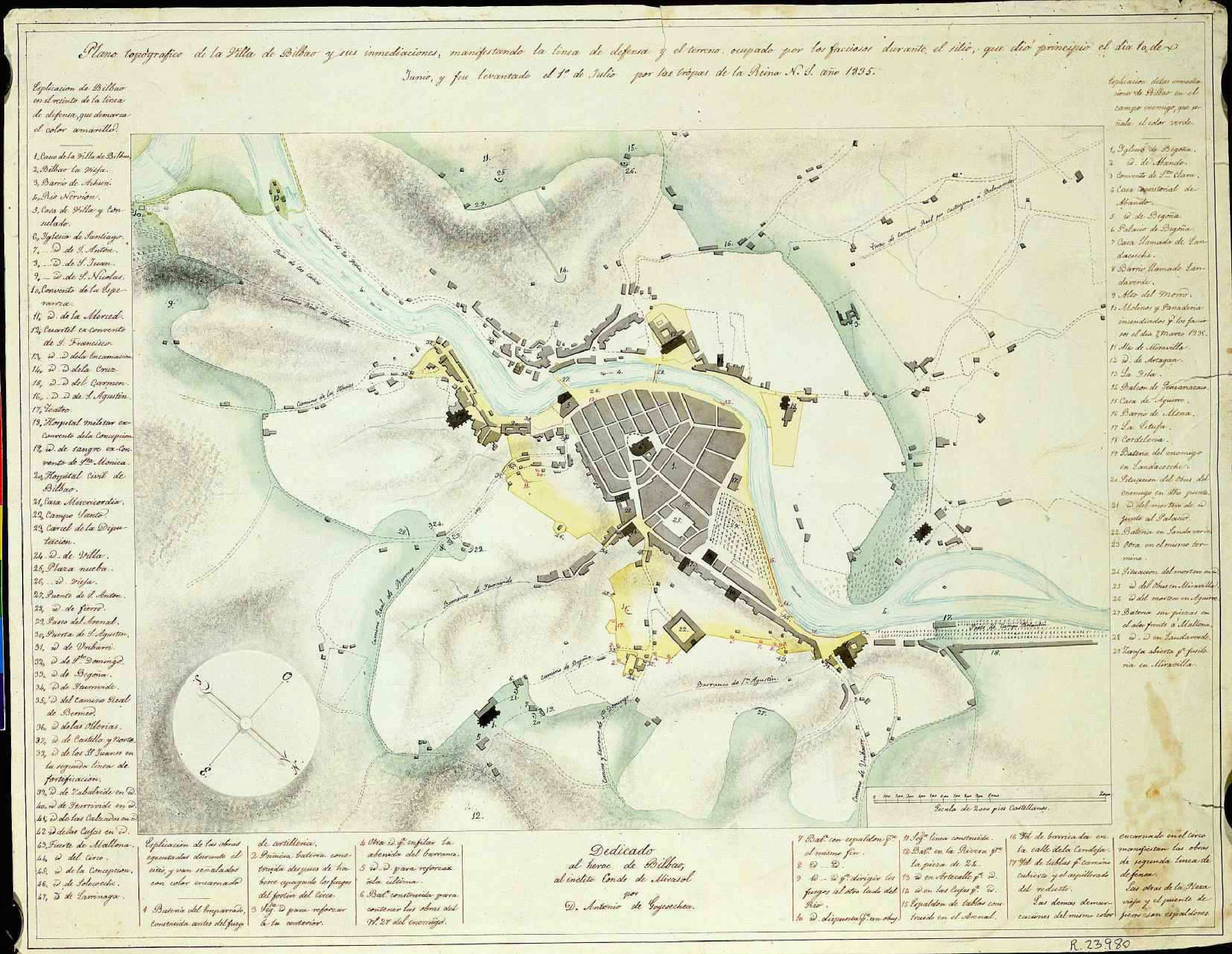
Plano de Bilbao 1835

## Obras
- Estudio del proyecto de galería y columnas de la Ribera desde la calle Carnicería Vieja hasta Barrencalle Barrena, 1822[7]
- Dirigió las obras realizadas en el cuartel de San Francisco y la Estufa, así como en el cementerio de la villa, 1823[7]
- Puente colgante de Burceña sobre el río Cadagua, 1825[10][9]
- Puente colgante de cadenas de San Francisco en Bilbao, 1827[8]
- Participó en la construcción de la Casa de Juntas de Guernica, 1827[8]
- Plano que reflejaba la situación y acciones en el primer sitio de Bilbao por las tropas carlistas, 1835
- Participó en la construcción de la Plaza Nueva de Bilbao, 1840[8]
- Puente de Isabel II, 1848[11]
- Vinculación de Goycoechea a la Diputación Foral como Director del camino de Pancorbo a Bilbao en el año 1849[7][12]
- Iglesia de la Natividad de Nuestra Señora en Murueta (1851- 1852)[8]
- Casa para Mariano de Mazarredo en el número 1 de la calle Tendería, 1851[7]
- Torre del reloj de Busturia, 1852[13]
- Puente colgante de cable, de San Francisco en Bilbao en colaboración con Félix Uhagón, 1855[8]
- Torre de la iglesia de San Miguel de Ispaster, 1864[8]

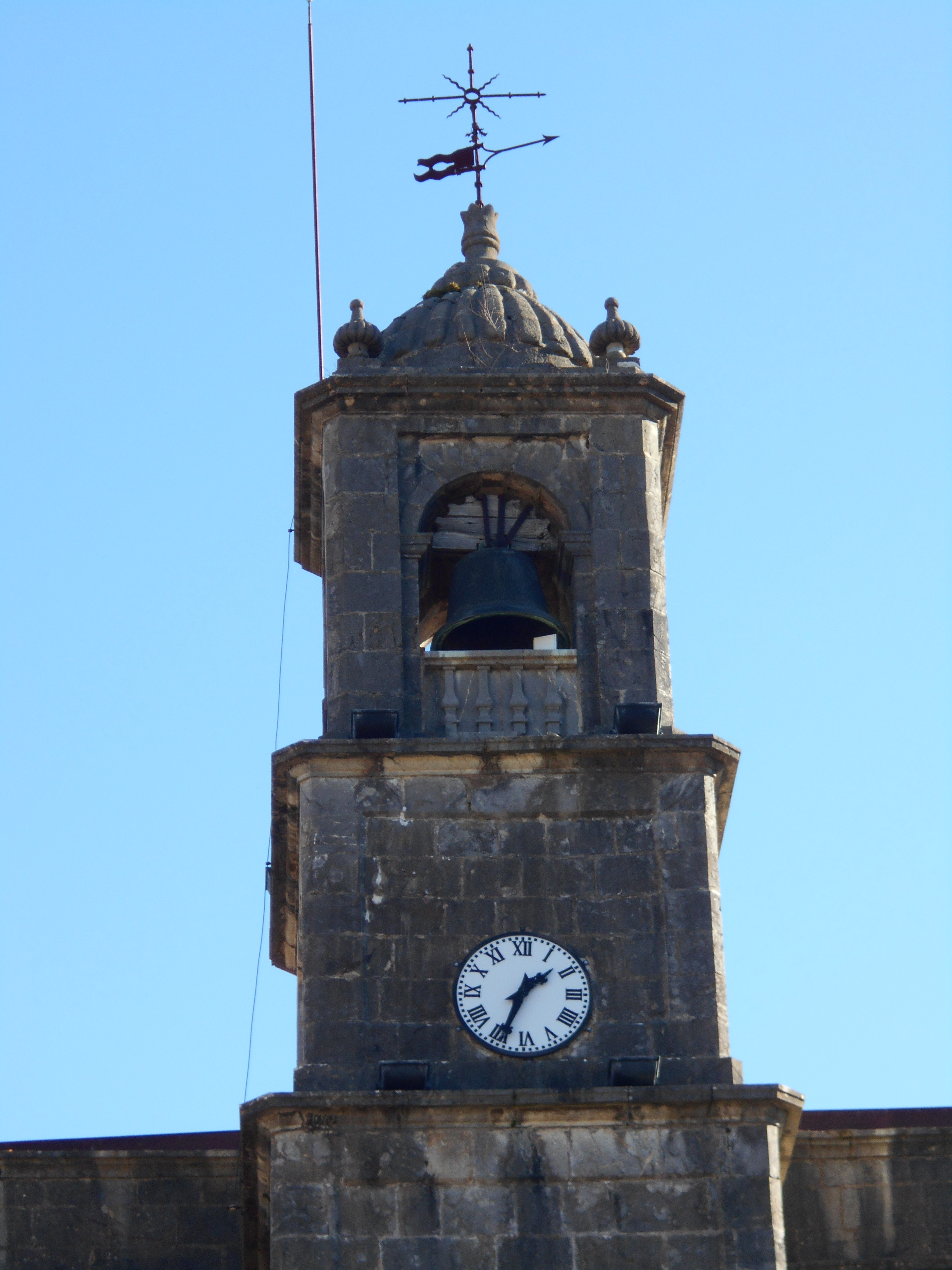
San Miguel de Ispaster

- San Miguel de IspasterSanta y Real Casa de Misericordia de Bilbao, 1872[8]

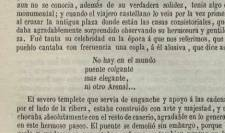
Canción del puente en 1853

## Premios y reconocimientos
- Finalista del premio para la realización de un monumento propuesto por las Cortes en memoria del Juramento del Rey a la constitución, que ganó su maestro Custodio L. Moreno[7]
- 2º premio monumento convocado por el Ayuntamiento de Madrid para los héroes del 2 de mayo.[8]
- El reconocimiento popular le llegó por medio de la canción del puente colgante de San Francisco, que sigue siendo conocida hoy en día:

No hay en el mundo
puente colgante
más elegante
que el de Bilbao
porque lo han hecho
los bilbainitos
que son muy finos
y muy salaos.